# Shae Kelley
Shae Kelley (Denver, 29 settembre 1991) è una cestista statunitense, professionista nella WNBA.

## Carriera
È stata selezionata dalle Minnesota Lynx al terzo giro del Draft WNBA 2015 (35ª scelta assoluta).

## Palmarès
- Campionessa WNBA (2015)